# Innetalling Island
Innetalling Island – niezamieszkana wyspa z archipelagu Wysp Belchera, w regionie Qikiqtaaluk, na terytorium Nunavut, w Kanadzie. Wraz z Flaherty Island, Kugong Island i Tukarak Island jest jedną z większych wysp w archipelagu. Sąsiaduje m.in. z wyspami: Walton Island, Johnnys Island, Mavor Island i La Duke Island.